# Берлев, Николай Васильевич
Николай Васильевич Берлев (род. 3 марта 1940, Нижний Мамон, Воронежская область) — советский военнослужащий, майор Группы «А» Седьмого управления КГБ СССР (спецподразделение «Альфа»), участник штурма дворца Амина (награждён Орденом Красного Знамени).
Среди офицеров «Альфы» известен как «дед Берлев», поскольку был в первом составе специального подразделения.

## Биография

### Семья
Родился 3 марта 1940 года в селе Нижний Мамон Воронежской области Союза ССР; один из четырёх детей в семье. Его семья в прошлом владела почтовой станцией в Нижнем Мамоне. Отец — Василий Семёнович, лесничий и фронтовик, проработал 40 лет. Мать — Пелагея Васильевна, работала в колхозе. Дедушка и бабушка по отцовской линии — Семён Никанорович и Евдокия Васильевна, венчались в Михайловском храме в родном селе. Бабушка по материнской линии — Василиса, свидетельница стычек Гражданской войны в селе. Дети — сын Семён и дочь Наташа.

### Военная служба

#### Кремлёвский полк
Срочную службу проходил в Кремлёвском полку в 1959—1962 годах, в 1961 году в составе караула в качестве разводящего на посту № 1 участвовал в торжественном выносе тела И. В. Сталина из Мавзолея и последующем перезахоронении. После службы работал слесарем-механиком в Москве на оборонном заводе, с 1963 года зачислен в органы госбезопасности — сотрудник 5-го отдела 7-го управления КГБ СССР, занимавшегося охраной дипломатических и консульских представительств.

#### Группа «А»
В 1974 году Берлев оказался среди первых 30 сотрудников спецподразделения «Альфа» (тогда ещё группы «А» 7-го управления КГБ СССР). В 1976 году участвовал в обмене в Цюрихе первого секретаря коммунистической партии Чили Луиса Корвалана и его жены Лили на советского диссидента Владимира Буковского (старший по группе — заместитель командира майор Р. И. Ивон). В обмене участвовали послы СССР, США и Швейцарии. Во время обмена Буковский отказался выходить из самолёта, решив, что самолёт приземлился не в Швейцарии, а в США, однако Ивон сумел убедить Буковского выйти и спуститься по трапу. Сам Берлев даже взял автограф у Корвалана. За выполненную операцию участники группы «А» были награждены благодарностью от Председателя КГБ СССР Ю. В. Андропова и премией в 160 рублей.
В 1979 году Берлев вместе с О. А. Балашовым служили охранниками посла СССР в Демократической Республике Афганистан А. М. Пузанова: в один из дней ему пришлось защищать посла от напавших провокаторов, швырявших в автомобиль металлические предметы и пытавшихся напасть на посла. Позже он служил в городе Гардез, центре одноимённой провинции, и работал в паре с В. М. Панкиным, охраняя оперативную группу, где несли службу два офицера из Ярославского УКГБ, сотрудник особого отдела из Горького и пограничники. Панкин и Берлев охраняли также военных советников, доставляя важные сведения в Кабул.
27 декабря 1979 года Берлев в составе спецподразделения «Гром» (внештатный отряд группы «А»), участвовал в штурме дворца Амина. Его группа, ведомая В. Ф. Карпухиным, размещалась в БМП № 036. Их БМП первым подобрался к воротам дворца, в результате операции Берлев был легко ранен в руку. По его словам, группа перебила 130 охранников, 50 оставшихся сдались в плен; сам Берлев отвёз в медсанбат двух дочерей убитого Амина.
После штурма Берлев позвонил из посольства в Москву, связавшись со своим другом, хирургом Игорем Коваленко, и вызвал бригаду хирургов из института имени Склифосовского. Несмотря на риск обвинений в рассекречивании операции, председатель КГБ Ю. В. Андропов немедленно приказал отправить самолёт с врачами в Ташкент, где они прооперировали больных — как потом сказал Коваленко, звонок Берлева спас жизни трём раненым бойцам. Берлев как участник спецоперации был награждён орденом Красного Знамени.

### После службы
По выслуге лет Берлев в 1985 году ушёл из органов. Окончил 401-ю специальную школу КГБ СССР и Институт коммерции и права. В 1992 году учредил Ассоциацию ветеранов подразделения антитеррора «Альфа». Награждён званием Почётного гражданина Верхнемамонского района (1990-е годы). В настоящее время руководит столичной охранной фирмой «А-Щит».
Берлев занимается церковно-благотворительной и общественной деятельностью. В 1995 году он перезахоронил обнаруженные при строительстве останки солдат, погибших в Великую Отечественную войну, на сельском кладбище, а также установил там большой пятиметровый крест, посвящённый всем жертвам Гражданской войны в Нижнем Мамоне. Участвовал в операциях по поиску пропавших без вести и погибших солдат Великой Отечественной войны на Среднем Дону. Занимался восстановлением Михайловской церкви в Нижней Мамоне, построенной в 1907 году и закрытой в 1935 году (в 1960-е годы были снесены колокольня и купол). Благодаря реставрации, профинансированной Берлевым, были восстановлены колокольня и примыкающая часть, а также обустроена территория вокруг, а в 2009 году в храме возобновились церковные службы (первая божественная литургия отслужена 21 ноября 2007 года).
За свою благотворительную деятельность награждён орденом РПЦ Дмитрия Донского III степени в 2008 году по решению Патриарха Московского и Всея Руси Алексия II, орденом «Ветеранская Слава» I степени (награда Содружества Группы «А» КГБ-ФСБ) и званием Почётного гражданина Верхнемамонского района Воронежской области.